# 高階差分解読法
高階差分解読法 (こうかいさぶんかいどくほう、Higher order differntial cryptanalysis)
は、差分解読法を一般化したブロック暗号に対する攻撃である。
1994年にen:Lars Knudsenによって多くの暗号に応用可能な手法として発表された。
通常の差分解読法は二つの平文暗号文組の差分を解析するが、高階差分解読法は、差分同士の差分を解析する。場合によっては通常の差分攻撃法よりも効率が良いことがある(en:KN-Cipherを参照)。